# Dan neodvisnosti
Dan neodvisnosti je (običajno) praznični dan, ko država praznuje obletnico neodvisnosti od druge države.
Seznam držav in datumov
| Država                         | Datum                          | Dogodek |
| ------------------------------ | ------------------------------ | --- |
| Afganistan                     | 19. avgust                     | Neodvisnost od Velike Britanije leta 1919. |
| Albanija                       | 28. november                   | Neodvisnost od Otomanskega imperija leta 1912. |
| Alžirija                       | 6. julij                       | Neodvisnost od Francije leta 1962 |
| Angola                         | 11. november                   | Portugalska podeli neodvisnost biši koloniji leta 1975. |
| Antigva in Barbuda             | 1. november                    | Delna neodvisnost od Velike Britanije leta 1981. |
| Argentina                      | 9. julij                       | Neodvisnost od Španije leta 1816. |
| Armenija                       | 21. september                  | Neodvisnost od Sovjetske zveze leta 1991. |
| Avstralija                     | 1. januar                      | Neodvisnost od Velike Britanije leta 1901. |
| Azerbajdžan                    | 18. oktober                    | Neodvisnost od Sovjetske zveze leta 1991. |
| Bahami                         | 10. julij                      | Neodvisnost od Velike Britanije leta 1973. |
| Bahrajn                        | 15. avgust                     | Neodvisnost od Velike Britanije leta 1971. |
| Bangladeš                      | 26. marec                      | Deklaracija neodvisnosti od Pakistana leta 1971. |
| Barbados                       | 30. november                   | Neodvisnost od Velike Britanije leta 1966. |
| Belgija                        | 4. oktober                     | Neodvisnost od Nizozemske leta 1830. |
| Belize                         | 21. september                  | Neodvisnost od Velike Britanije leta 1981. |
| Belorusija                     | 3. julij                       | Osvoboditev Minska izpod nacistične Nemčije leta 1944. |
| Bocvana                        | 30. september                  | Neodvisnost od Velike Britanije leta 1966. |
| Bolgarija                      | 22. september                  | Neodvisnost od Otomanskega imperija leta 1908. |
| Bosna in Hercegovina           | 1. marec                       | Neodvisnost od Socialistična federativna republika Jugoslavija leta 1992. |
| Brazilija                      | 7. september                   | Neodvisnost od Portugalske leta 1822. |
| Brunej                         | 1. januar                      | Neodvisnost od Velike Britanije leta 1984. |
| Burkina Faso                   | 5. avgust                      | Neodvisnost od Francije leta 1960 |
| Burundi                        | 1. julij                       | Neodvisnost od Belgije leta 1962. |
| Ciper                          | 1. oktober                     | Neodvisnost od Velike Britanije leta 1960. |
| Češka                          | 28. oktober                    | Kot Češkoslovaška, neodvisnost od Avstro-Ogrske leta 1918. |
| Čile                           | 18. september                  | Neodvisnost od Španije leta 1818. |
| Črna gora                      | 3. junij                       | Neodvisnost od Srbije in Črne gore leta 2006. |
| Demokratična republika Kongo   | 30. junij                      | |
| Dominikanska republika         | 27. februar                    | Neodvisnost od Haitija leta 1844. |
| Ekvador                        | 10. avgust in 24. maj          | Proglašena neodvisnost od Španije 10. avgusta 1809, dejansko uveljavljena šele 24. maja 1822.                                                                                |
| Estonija                       | 25. februar                    | Neodvisnost od Rusije leta 1918. |
| Filipini                       | 12. junij                      | Neodvisnost od Španije leta 1898. |
| Finska                         | 6. december                    | Neodvisnost od Rusije leta 1917. |
| Gambija                        | 18. februar                    | Neodvisnost od Velike Britanije leta 1965. |
| Gana                           | 6. marec                       | Neodvisnost od Velike Britanije leta 1957. |
| Grčija                         | 25. marec                      | Deklaracija neodvisnosti od Otomanskega imperija leta 1821. |
| Gruzija                        | 26. maj                        | Neodvisnost od Rusije leta 1918. |
| Gvajana                        | 26. maj                        | Neodvisnost od Velike Britanije leta 1966. |
| Haiti                          | 1. januar                      | Neodvisnost od Francije in 1804. |
| Hrvaška                        | 8. oktober                     | Neodvisnost od Socialistična federativna republika Jugoslavija leta 1991. |
| Indija                         | 15. avgust                     | Neodvisnost od Velike Britanije leta 1947. |
| Indonezija                     | 17. avgust                     | Neodvisnost od Japonske leta 1945. |
| Islandija                      | 17. junij                      | Neodvisnost od Danske leta 1944. |
| Izrael                         | 5. iyar                        | Izraelci so neodvisnost od Velike Britanije proglasili 14. maja 1948. |
| Jamajka                        | 6. avgust                      | Neodvisnost od Velike Britanije leta 1962. |
| Jemen                          | 30. november                   | Deklaracija neodvisnosti od Velike Britanije leta 1967. |
| Jordanija                      | 25. maj                        | Neodvisnost od Velike Britanije leta 1946. |
| Južna Afrika                   | 11. december                   | Neodvisnost od Velike Britanije leta 1931. |
| Južna Koreja                   | 15. avgust                     | Neodvisnost od Japononske leta 1945. |
| Kanada                         | 1. julij                       | Neodvisnost od Velike Britanije leta 1867. |
| Kapverdski otoki               | 5. julij                       | Neodvisnost od Portugalske leta 1975. |
| Kazahstan                      | 16. december                   | Neodvisnost od Sovjetske zveze leta 1991. |
| Kenija                         | 12. december                   | Neodvisnost od Velike Britanije leta 1963. |
| Ljudska republika Kitajska     | 1. oktober                     | Ustanovljena leta 1949. |
| Kolumbija                      | 20. julij                      | Neodvisnost od Španije leta 1810. |
| Kirgizistan                    | 31. avgust                     | Neodvisnost od Sovjetske zveze leta 1991. |
| Latvija                        | 4. maj                         | Neodvisnost od Sovjetske zveze leta 1990. |
|                                | 18. november                   | Neodvisnost od Sovjetske zveze leta 1918. |
| Lesoto                         | 4. oktober                     | Neodvisnost od Velike Britanije leta 1966. |
| Libanon                        | 22. november                   | Neodvisnost od Francije leta 1943. |
| Litva                          | 16. februar                    | Neodvisnost od Rusije leta 1918. |
| Makedonija                     | 8. september/25. maj           | Neodvisnost od Socialistična federativna republika Jugoslavija leta 1991. |
| Malavi                         | 6. julij                       | Neodvisnost od Velike Britanije leta 1964. |
| Maldivi                        | 26. julij                      | Neodvisnost od Velike Britanije leta 1965. |
| Malezija                       | 31. avgust                     | Neodvisnost od Velike Britanije leta 1957. |
| Mali                           | 22. september                  | Neodvisnost od Francije leta 1960. |
| Malta                          | 21. september                  | Neodvisnost od Velike Britanije leta 1964. |
| Maroko                         | 2. marec                       | Neodvisnost od Francije in Španije leta 1956. |
| Mauricius                      | 12. marec                      | Neodvisnost od Velike Britanije leta 1968. |
| Mehika                         | 16. september                  | Deklarirana neodvisnost od Španije leta 1810, priznana 27. september 1821.                                                                                                   |
| Moldavija                      | 27. avgust                     | Neodvisnost od Sovjetske zveze leta 1991. |
| Mongolija                      | 29. december                   | Neodvisnost od Kitajske 11. julija 1921. |
| Mozambik                       | 25. junij                      | Neodvisnost od Portugalske leta 1975. |
| Mjanmar                        | 4. januar                      | Neodvisnost od Velike Britanije leta 1948. |
| Namibija                       | 21. marec                      | Neodvisnost od Južne Afrike leta 1990. |
| Niger                          | 3. avgust                      | Neodvisnost od Francije leta 1960. |
| Nigerija                       | 1. oktober                     | Neodvisnost od Velike Britanije leta 1960. |
| Norveška                       | 7. junij                       | Neodvisnost od Švedska leta 1905. |
| Pakistan                       | 14. avgust                     | Neodvisnost od Velike Britanije ter od Indije leta 1947. |
| Panama                         | 3. november                    | Neodvisnost od Kolumbije leta 1903. |
| Papua Nova Gvineja             | 16. september                  | Neodvisnost od Avstralije leta 1975. |
| Paragvaj                       | 16. maj                        | Neodvisnost od Španije leta 1811. |
| Peru                           | 28. julij                      | Neodvisnost od Španije leta 1821. |
| Poljska                        | 11. november                   | Neodvisnost od Avstro-Ogrske, Prusija in Rusije leta 1918. |
| Portugalska                    | 1. december                    | Neodvisnost od Španije leta 1640. |
| Romunija                       | 9. maj                         | Neodvisnost od Otomanskega imperija leta 1877. |
| Ruanda                         | 1. julij                       | Neodvisnost od Belgije leta 1962. |
| Rusija                         | 12. junij                      | |
| Sejšeli                        | 29. junij                      | Neodvisnost od Velike Britanije leta 1976. |
| Severna Koreja                 | 9. september                   | Ustanovljena 1948. |
| Singapur                       | 9. avgust                      | Odcepitev od Malezije leta 1965. |
| Slovaška                       | 17. julij                      | Deklaracija neodvisnosti, dejansko uvljavljena 1. januarja 1993 z razdružitvijo od Češkoslovaške.                                                                            |
| Slovenija                      | 26. december                   | Dan samostojnosti in enotnosti, ta dan obeležuje razglasitev rezultatov plebiscita o razdružitvi od Jugoslavije 26. decembra 1990 (plebiscit je sicer potekal 23. decembra). |
| Srbija                         | 15. februar                    | Začetek prvega upora proti Otomanski okupaciji leta 1804. |
| Srednja Amerika                | 14. september in 15. september | Praznujejo: Gvatemala, Honduras, Salvador - 14. septembra, Nikaragva in Kostarika, neodvisnost od Španije ali Mehika leta 1821.                                              |
| Surinam                        | 25. november                   | Neodvisnost od Nizozemske leta 1975. |
| Svazi                          | 6. september                   | Neodvisnost od Velike Britanije leta 1968. |
| Šri Lanka                      | 4. februar                     | Neodvisnost od Velike Britanije leta 1948. |
| Švedska                        | 6. junij                       | Neodvisnost od Kalmarske zveze leta 1523. |
| Švica                          | 1. avgust                      | Zveza proti Svetemu rimskemu cesarstvu leta 1291. |
| Tadžikistan                    | 9. september                   | Neodvisnost od Sovjetske zveze leta 1991. |
| Tonga                          | 4. junij                       | Neodvisnost od Velike Britanije leta 1970. |
| Trinidad in Tobago             | 31. avgust                     | Neodvisnost od Velike Britanije leta 1962. |
| Turčija                        | 29. oktober                    | Razglasila neodvisnost leta 1923. |
| Turška republika Severni Ciper | 15. november                   | Razglasil neodvisnost leta 1983. |
| Ukrajina                       | 24. avgust                     | Dan neodvisnosti Ukrajine. Neodvisnost od Sovjetske zveze leta 1991. |
| Urugvaj                        | 25. avgust                     | Deklaracija neodvisnosti od Brazilije leta 1825. |
| Uzbekistan                     | 1. september                   | Neodvisnost od Sovjetske zveze leta 1991. |
| Venezuela                      | 5. julij                       | Deklaracija neodvisnosti od Španije leta 1811. |
| Vietnam                        | 2. september                   | Deklaracija neodvisnosti od Francije leta 1945. |
| Vzhodni Timor                  | 20. maj                        | Neodvisnost od Indonezije in 2002. |
| Zahodna Sahara                 | 27. februar                    | Deklaracija neodvisnosti od Španije leta 1976. |
| Zambija                        | 24. oktober                    | Deklaracija neodvisnosti od Velike Britanije leta 1964. |
| Združene države Amerike        | 4. julij                       | Dan neodvisnosti v ZDA, deklaracija neodvisnosti od Velike Britanije leta 1776.                                                                                              |
| Združeni arabski emirati       | 2. december                    | Neodvisnost od Velike Britanije leta 1971. |
| Zimbabve                       | 18. april                      | Deklaracija neodvisnosti od Velike Britanije leta 1980. |